# Эфиопская социал-демократическая федеральная партия
 Эфиопская социал-демократическая федеральная партия  (амх. ኢትዮጵያ ማህበረ-ዴሞክራሲ ፌደራላዊ ፓርቲ, ESDP) — политическая партия в Эфиопии. С 2005 года лидерами ESDP являются — председатель доктор Бейне Петрос, вице-председатель Мулу Меджа, и секретарь Алема Коира.
Во время выборов 15 мая 2005 года, партия входила в состав эфиопских демократических сил, которые победили в совете народных представителей.
Доктор Бейне Петрос объявил в феврале 2006 года, что партия поменяет своё имя с Эфиопской социал-демократической федеральной партии в Эфиопскую социал-демократическую партию, подчеркивая её связи с европейским социал-демократическим движением.